# Lace Up
Lace Up — дебютный студийный альбом американского рэпера Machine Gun Kelly, выпущенный 9 октября 2012 года на лейблах Bad Boy Records и Interscope Records.
Отзывы о пластинке в целом были положительными, но критики сочли ее разочарованием по сравнению с предыдущими микстейпами MGK. Lace Up дебютировал на 4 позиции в Billboard 200 с продажами в первую неделю 57 000 копий в Соединённых Штатах. В 2017 году альбом был сертифицирован RIAA как золотой, что означало продажу более 500 000 копий.

## Синглы
Первый сингл, «Wild Boy» был выпущен 27 сентября 2011 года. В записи трека принял участие Waka Flocka Flame. Также трек присутствовал на четвёртом микстейпе MGK, Rage Pack, и на первом EP, Half Naked & Almost Famous. Песня дебютировала на 98 позиции в Billboard Hot 100 и на 49 месте в Hot R&B/Hip-Hop Songs. «Wild Boy» стал первым треком Бэйкера, попавшим в эти чарты.
Второй сингл, «Invincible», был выпущен 24 апреля 2012 года. В записи трека приняла участие Эстер Дин. 3 июня на песню вышел клип.
«Hold On (Shut Up)» (при уч. Young Jeezy), был выпущен 6 августа 2012 года, а клип на него 19 ноября.

### Промосинглы
20 сентября вышел в свет вместе с клипом трек «Stereo». Песня была записана с гостевым вокалом Alex Fitts.

## Рецензии критиков
| Совокупная оценка | Совокупная оценка |
| Источник          | Оценка            |
| ----------------- | ----------------- |
| Metacritic        | 69/100            |
| Оценки критиков   |                   |
| Источник          | Оценка            |
| AllMusic          | [ 10 ]            |
| DJBooth           | [ 11 ]            |
| HipHopDX          | [ 12 ]            |
| Rolling Stone     | [ 13 ]            |
| Spin              | 5/10              |
| XXL               | 4/5 (XL)          |

Lace Up получил положительные отзывы, но музыкальные критики нашли запись неравномерной по сравнению с предыдущими микстейпами MGK. на сайте Metacritic альбом получил среднюю оценку 69, основанную на 6 отзывах, что указывает на в целом благоприятные отзывы. Адам Флейшер из XXL похвалил продакшн альбома и MGK за стремительный флоу, завершая рецензию словами: «Он, возможно, уже не тот андердог, каким был раньше. Такой рэп всё ещё имеет место быть». Фред Томас из AllMusic также похвалил альбом за его продюсирование и выделил самого MGK, назвав работу «мощным дебютом, одним из самых близких к мейнстриму хип-хоп работ 2012 года, картина молодой энергии в ее зените».
Эдвин Ортис из HipHopDX отозвался об альбоме смешанно, похвалив треки «Edge of Destruction» и «D3mons» за их интенсивность, но отрицательно отозвался о песнях «Invincible» и «All We Have», заявив, что они кладут MGK в «чистилище индустрии». В заключение он сказал: «Lace Up — это несбалансированный проект, который не может выдержать грандиозное послание MGK. Его дебют, в лучшем случае, достойный. Есть надежда, что последующие работы покажут более хорошие результаты». Филлип Млынар из Spin заметил, что гости на альбоме были скорее помехой для главного исполнителя: «вместо того, чтобы превратить этот альбом в музыку для масс, гости будто закрывают дыры как в музыке, так и в общем посыле.»

## Продажи
Альбом дебютировал на 4 позиции в Billboard 200 с продажами в 57 000 копий в первую неделю. По состоянию на сентябрь 2015 года, общие продажи составили 263 000 копий.

## Список треков
Данные взяты из официального оформления альбома.
| №                   | Название                                             | Продюсеры                  | Длительность |
| ------------------- | ---------------------------------------------------- | -------------------------- | ------------ |
| 1.                  | «Save Me» (при уч. M. Shadows и Synyster Gates)      | Woodro Skillson Rami Beatz | 3:12         |
| 2.                  | «What I Do» (при уч. Bun B and Dub-O)                | Syk Sense Swirv            | 4:32         |
| 3.                  | «Wild Boy» (при уч. Waka Flocka Flame)               | GB Hitz Southside          | 3:51         |
| 4.                  | «Lace Up» (при уч. Lil Jon)                          | Drumma Boy                 | 3:02         |
| 5.                  | «Stereo» (при уч. Alex Fitts)                        | Alex Kickdrum              | 3:55         |
| 6.                  | «All We Have» (при уч. Anna Yvette)                  | Anna Yvette Frequency      | 3:27         |
| 7.                  | «See My Tears»                                       | J.U.S.T.I.C.E. League      | 4:10         |
| 8.                  | «D3MONS» (при уч. DMX)                               | Dame Grease Snaz           | 4:21         |
| 9.                  | «Edge of Destruction» (при уч. Tech N9ne and Twista) | Silent Mike Swirv          | 5:08         |
| 10.                 | «Runnin» (при уч. Planet VI)                         | Boi-1da Jazzfeezy [b]      | 2:47         |
| 11.                 | «Invincible» (при уч. Ester Dean)                    | Alex da Kid                | 3:07         |
| 12.                 | «On My Way»                                          | JRB Swirv                  | 4:10         |
| 13.                 | «End of the Road» (при уч. blackbear)                | MGK Slim Gudz              | 4:04         |
| Общая длительность: | Общая длительность:                                  | Общая длительность:        | 49:41        |

| №                   | Название                                  | Продюсеры                   | Длительность |
| ------------------- | ----------------------------------------- | --------------------------- | ------------ |
| 14.                 | «Half Naked & Almost Famous»              | MGK Slim Gudz Alex Kickdrum | 2:51         |
| 15.                 | «La La La (The Floating Song)»            | Chase N. Cashe              | 3:54         |
| 16.                 | «Hold On (Shut Up)» (при уч. Young Jeezy) | JP Did This 1               | 3:30         |
| 17.                 | «Warning Shot» (при уч. Cassie)           | J.R. Rotem Aliby [a]        | 3:21         |
| Общая длительность: | Общая длительность:                       | Общая длительность:         | 62:76        |

## Чарты
| Чарт (2012)                            | Позиция |
| -------------------------------------- | ------- |
| США (Billboard 200)                    | 4       |
| США (Billboard Top R&B/Hip-Hop Albums) | 1       |

| Чарт (2012)                           | Позиция |
| ------------------------------------- | ------- |
| US Top R&B/Hip-Hop Albums (Billboard) | 52      |

## Сертификации
| Регион | Сертификация | Продажи |
| --- | ------------ | ------- |
| США (RIAA) | Золотой      | 500 000 |
| * Данные о продажах приведены только на основе сертификации. · ^ Данные о тиражах приведены только на основе сертификации. · Данные о продажах + прослушиваниях приведены только на основе сертификации. |              |         |

## История релиза
| Страна   | Дата           | Формат                   | Лейбл               |
| -------- | -------------- | ------------------------ | ------------------- |
| Германия | 5 октября 2012 | CD, Цифровая дистрибуция | Bad Boy, Interscope |
| Канада   | 9 октября 2012 | CD, Цифровая дистрибуция | Bad Boy, Interscope |
| США      | 9 октября 2012 | CD, Цифровая дистрибуция | Bad Boy, Interscope |